# Stolpe (Hohen Neuendorf)
Stolpe, seit Bestehen des Hennigsdorfer Ortsteils Stolpe-Süd auch Stolpe-Dorf genannt, ist ein Ortsteil der Stadt Hohen Neuendorf in Brandenburg. Der Ort grenzt an den nördlichen Rand des Berliner Bezirks Reinickendorf mit den Ortsteilen Heiligensee und Frohnau. Der Ortsteil hatte am 31. Dezember 2015 630 Einwohner.

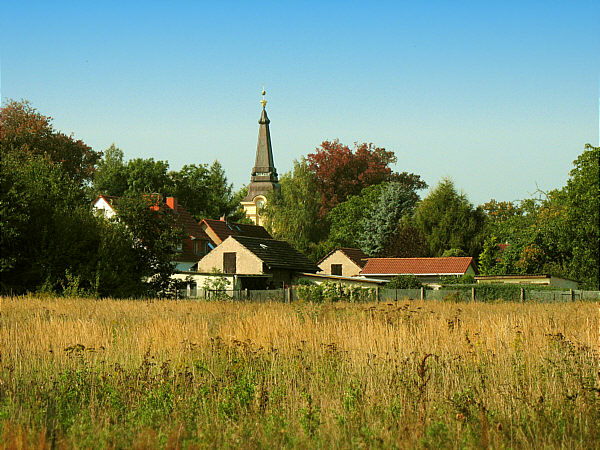
Blick auf Stolpe

## Geographie und Infrastruktur

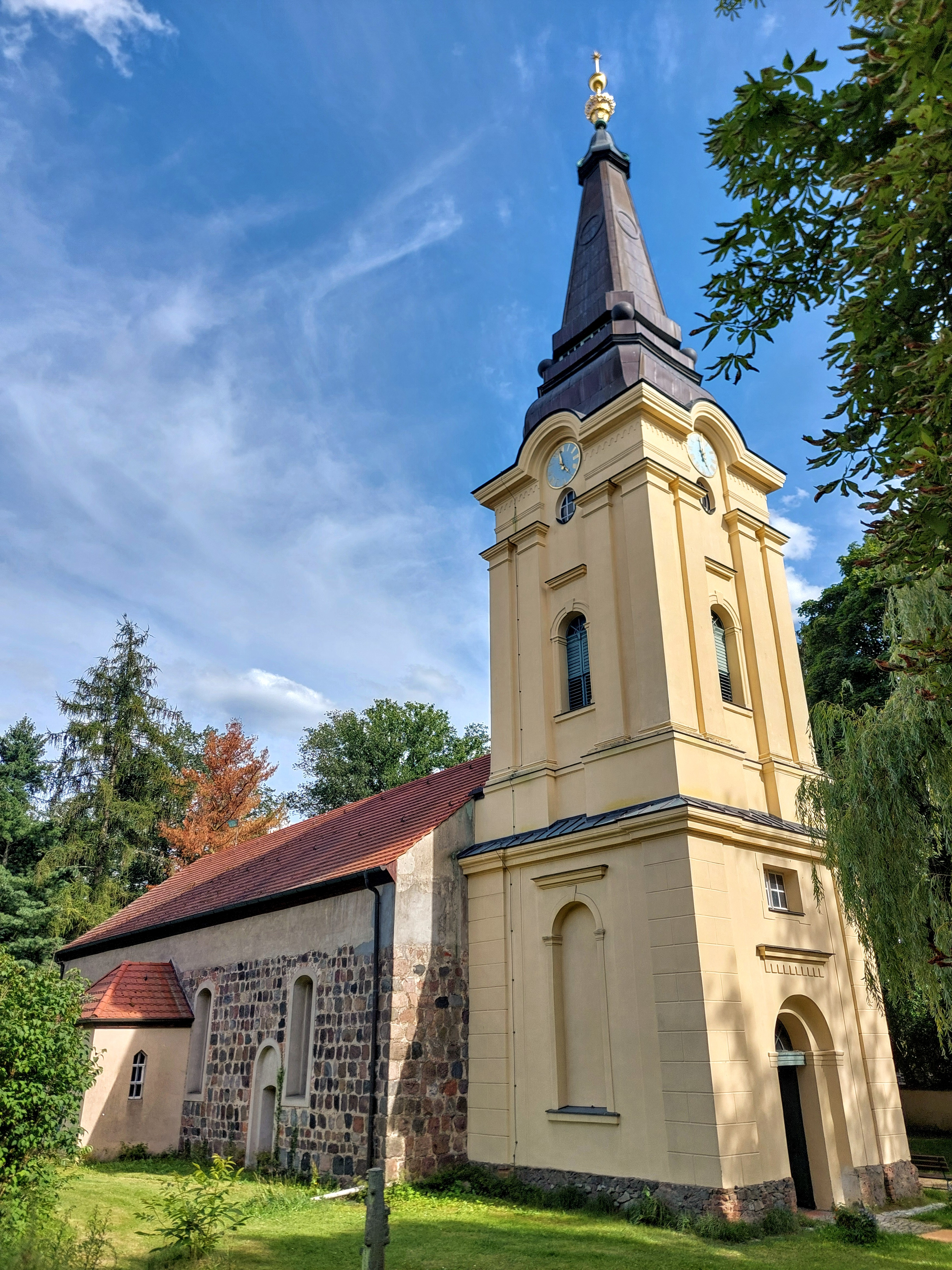
Stolper Dorfkirche

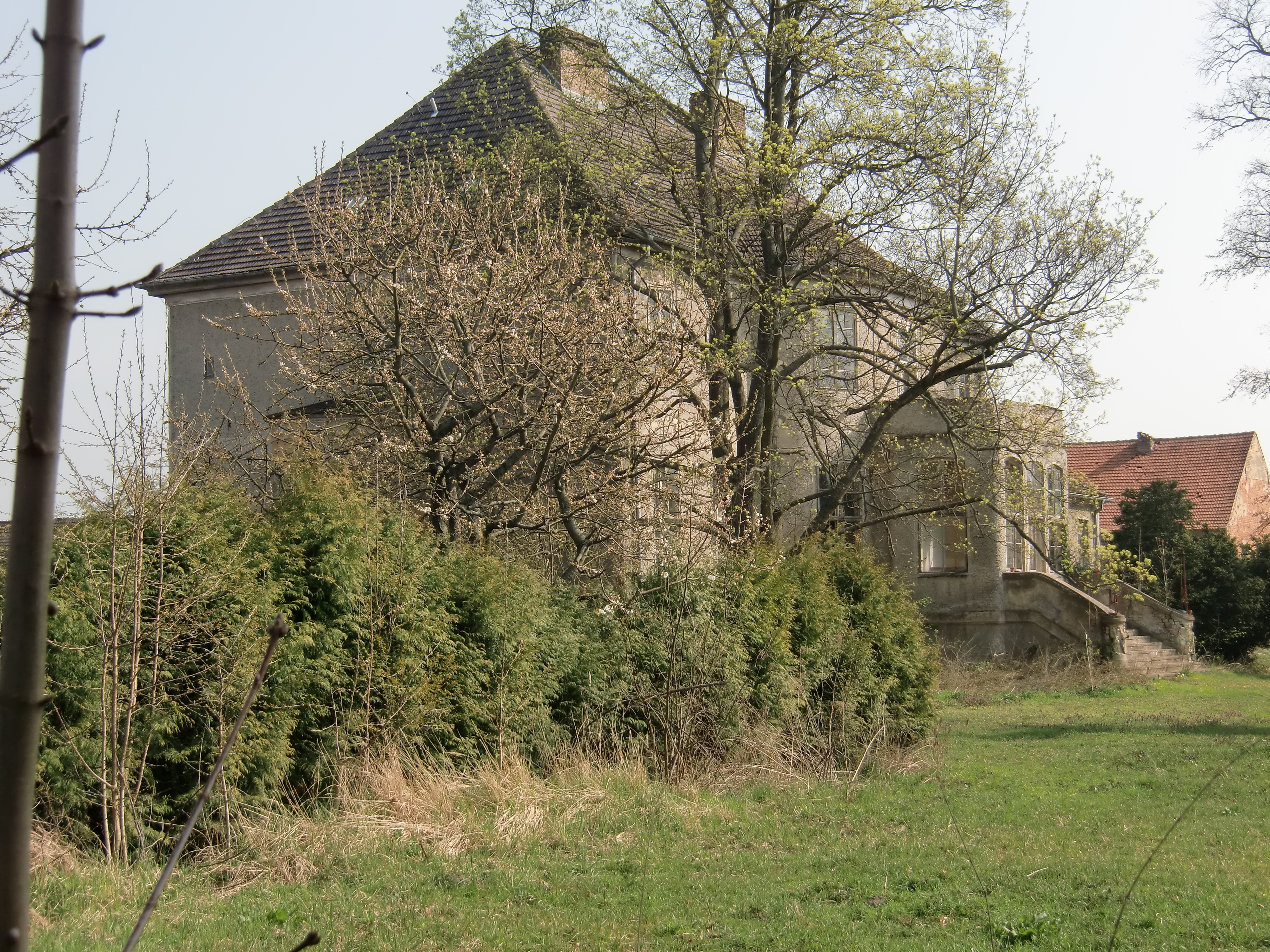
Gutshaus Stolpe

Stolpe-Dorf liegt am Westrand der Hochfläche des Barnim, auf einer Höhe zwischen 54 und 61 m ü. NHN und somit knapp 30 Meter über dem Niveau der Havel. Vom Fluss im Westen trennt es ein zwei Kilometer breiter Waldstreifen, während sich vorwiegend östlich des Dorfes Felder erstrecken. In geringer Tiefe lagern Vorkommen von Geschiebemergel, die an den Steilhängen westlich des Ortes zu Tage treten und über 400 Jahre bis in die jüngere Vergangenheit abgebaut wurden. Der Ort liegt an der Landesstraße 171, die Stolpe mit Hohen Neuendorf und Hennigsdorf verbindet. Im Dorf befindet sich eine Haltestelle der Buslinie 809 (Hermsdorf–Hennigsdorf).
Südwestlich des Ortsteils befindet sich die Anschlussstelle Stolpe der Bundesautobahn 111 (Berlin–Oranienburg).

## Geschichte
Die erste urkundliche Erwähnung des Ortes als Stolpe an der Havel stammt aus dem Jahr 1355. Der Name leitet sich vom altslawischen Wort stlŭpŭ für ‚Säule‘ oder ‚Ständer‘ ab, also vom ‚Fischständer im Fluss‘, einer Vorrichtung zum Fischfang. Vom 14. bis zum 17. Jahrhundert gehörte Stolpe zum Besitz der Familie von Hoppenrade. Seit Anfang des 17. Jahrhunderts ist der Tonabbau bezeugt, der bis ins 20. Jahrhundert hinein den Betrieb von mehreren Ziegeleien in Stolpe und Umgebung ermöglichte. Nach mehreren Besitzerwechseln im 17. Jahrhundert gehörte Stolpe denen von Pannwitz und ab 1825 denen von Veltheim. 1877 erhielt Stolpe einen Haltepunkt an der Nordbahn, den Bahnhof Stolpe (Kr Niederbarnim). Da dieser mehr als zwei Kilometer vom Dorf entfernt lag, führte die dort entstehende Siedlung letztendlich zur Vergrößerung Hohen Neuendorfs. 1907 verkaufte der Besitzer Stolpes ein großes Waldgebiet im Südosten des Dorfes. Hier entstand in den folgenden Jahren die Gartenstadt Frohnau. 1910 wurde an der Havel das Wasserwerk Stolpe gebaut, das bis heute Teile Berlins mit Trinkwasser versorgt.
Stolpe wurde mit der Bildung von Groß-Berlin 1920 Randgemeinde der Reichshauptstadt. Bis zur Auflösung der meisten Gutsbezirke in Preußen im Jahre 1928 bestand Stolpe aus einer Landgemeinde und einem Gutsbezirk im Kreis Niederbarnim.
Das Gut wurde von der Familie von Veltheim 1937 an die Stadt Berlin verkauft, die es fortan als Stadtgut bewirtschaftete. Den Zweiten Weltkrieg überstand Stolpe unbeschadet. Da die französischen Streitkräfte nach dem Kriegsende in ihrem Sektor von Berlin zunächst keinen Flugplatz oder ein dafür geeignetes Gelände besaßen, vereinbarten sie mit den sowjetischen Besatzungsbehörden am 29. Oktober 1945, dass die nordöstliche Hälfte der Gemeinde Stolpe mit dem Dorf Stolpe und größeren unbewaldeten Flächen von der Sowjetischen Besatzungszone an den französischen Sektor Berlins abgetreten wurde. Die französische Besatzungsmacht plante, dort einen Flugplatz zu errichten. Aus dem im Kreis Niederbarnim verbliebenen südwestlichen Teil der Gemeinde mit der Siedlung Stolpe-Süd wurde von den sowjetischen Behörden eine neue eigene Gemeinde gebildet.
Nachdem die französischen Behörden ihre Pläne änderten und statt in Stolpe in Berlin-Tegel einen Flughafen erbauten, wurde Stolpe am 28. Dezember 1948 aus West-Berlin in das Land Brandenburg in der Sowjetischen Besatzungszone umgegliedert. Zur Unterscheidung gaben sich die beiden Stolper Gemeinden die Bezeichnungen Stolpe-Dorf und Stolpe-Süd. Eine zunächst vom Kreis Niederbarnim angestrebte Wiedervereinigung der beiden Gemeinden kam nicht zustande, unter anderem wegen Problemen mit unterschiedlichen Lebensmittelkarten. Stolpe-Dorf erhielt 1950 wieder den amtlichen Namen Stolpe. Durch die Verwaltungsreform von 1952 kamen die beiden Gemeinden Stolpe und Stolpe-Süd zum neuen Kreis Oranienburg im Bezirk Potsdam der DDR. Im weiteren Verlauf der 1950er Jahre erhielt die Gemeinde Stolpe wieder den amtlichen Namen Stolpe-Dorf.
Im Zuge der Bodenreform wurde das Gut nach 1945 in ein „Volkseigenes Gut“ umgewandelt. 1990 fiel es an die Stadt Berlin zurück und wurde 1991 geschlossen. Stolpe hat seinen dörflichen Charakter entlang des langgestreckten Dorfangers bis in die Gegenwart erhalten können. In den 1990er Jahren wurden am südlichen Dorfrand ein neues Wohngebiet gebaut und in der Stolper Heide zwei Golfplätze angelegt.
Mit dem Bau der A 111 entstand 1982 die Anschlussstelle Hennigsdorf–Stolpe wenige hundert Meter vom Dorf entfernt. Im Jahr 1997 wurde die A 111 als Grenze zwischen den Gemeinden Stolpe und Stolpe-Süd festgelegt, wobei die Autobahn selbst zu Stolpe gehört.
Zum 1. Januar 1994 wurde der amtliche Name der Gemeinde wieder von Stolpe-Dorf in Stolpe geändert. Im Rahmen der Gemeindegebietsreform in Brandenburg verlor Stolpe den Status einer eigenständigen Gemeinde und wurde am 26. Oktober 2003 in die Stadt Hohen Neuendorf eingemeindet. Die dörfliche Struktur soll – soweit noch vorhanden – erhalten bleiben.

## Historische Einwohnerzahlen
| Jahr | Einwohner | Quelle |
| ---- | --------- | ------ |
| 1858 | 0441      | [ 10 ] |
| 1871 | 0545      | [ 11 ] |
| 1885 | 0524      | [ 12 ] |
| 1895 | 0512      | [ 13 ] |
| 1910 | 0551      | [ 14 ] |
| 1933 | 0675      | [ 15 ] |
| 1939 | 1052      | [ 15 ] |

Die Einwohnerzahlen bis 1910 beziehen sich auf die Gemeinde und den Gutsbezirk Stolpe.

## Persönlichkeiten

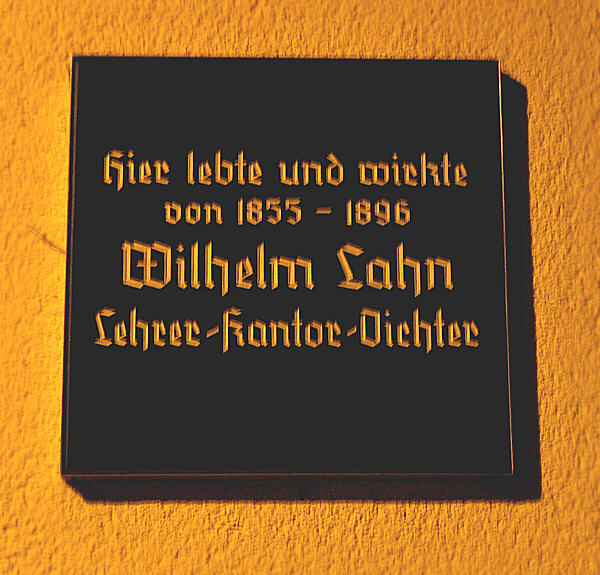
Gedenktafel zu Ehren von
Wilhelm Lahn

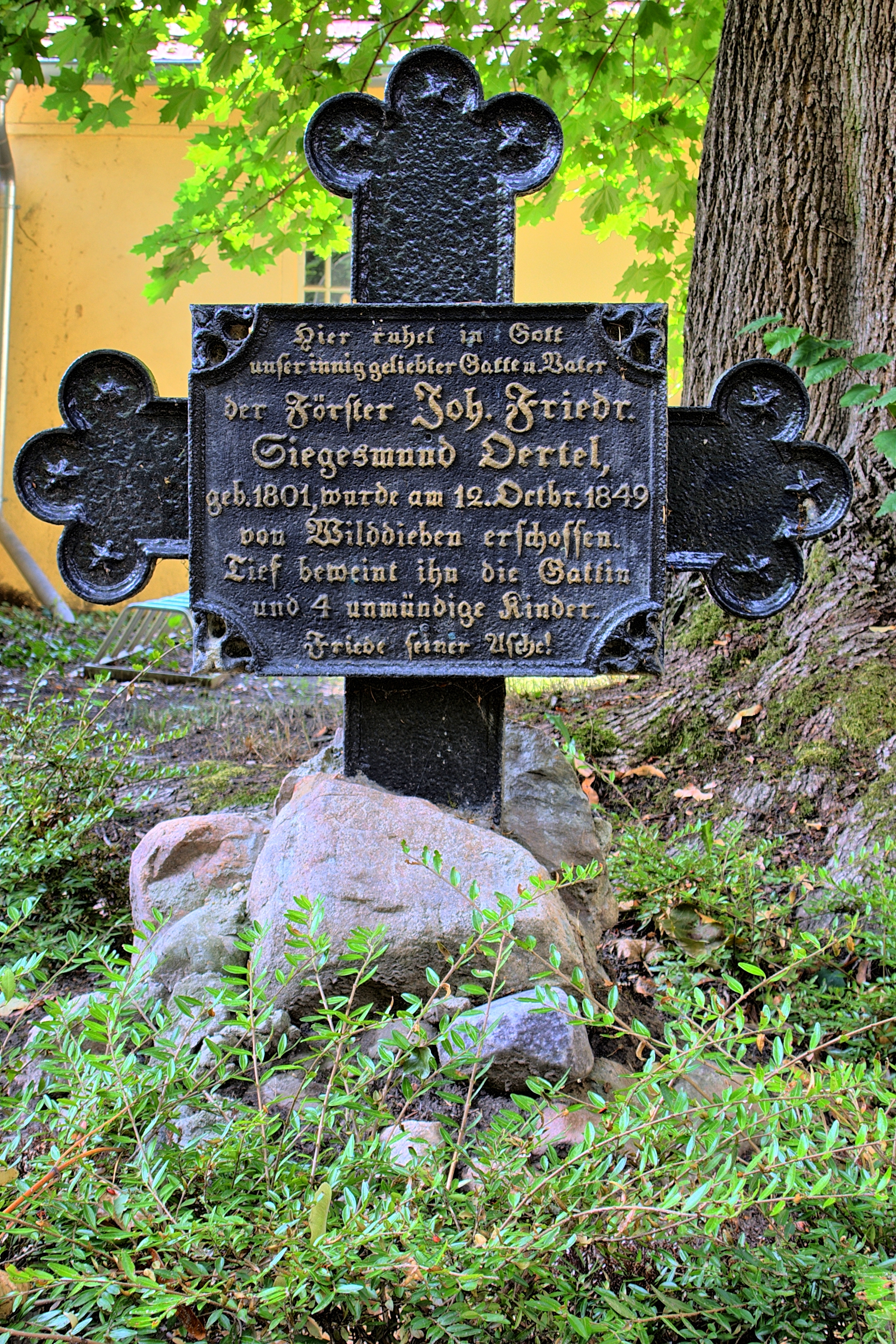
Grabkreuz des Försters Siegesmund Oertel

### In Stolpe geborene Persönlichkeiten
- Otto Christian Friedrich Kuhfahl (1768–1837), Bibliothekar und Pädagoge an der Kadettenschule zu Berlin[16]
- Paul Schreier (1880–1937), Kommunalpolitiker der KPD, 1937 in der Sowjetunion hingerichtet

### Einstmals in Stolpe lebende Persönlichkeiten
- Wilhelm Lahn (1832–1907), zwischen 1852 und 1906 Lehrer und Kantor in Stolpe
- Adolf Krüger (1819–1902), Pädagoge und Publizist, lebte seit 1889 in Stolpe
- Manfred Schlenker (1926–2023), Kirchenmusiker und Komponist, lebte von 1988 bis 1999 in Stolpe

## Kultur und Sehenswürdigkeiten

### Kulturdenkmäler
- Dorfkirche Stolpe als Feldsteinkirche aus dem 13. Jahrhundert mit klassizistischem Turm von 1822
- Grabkreuz des 1849 von Wilddieben erschossenen Gutsförsters Sigismund Oertel
- Gutsanlage mit schlichtem barocken Herrenhaus von 1760, der Komplex ist nach Aufgabe des Gutsbetriebes 1991 ungenutzt
- Gefallenendenkmal aus den 1920er Jahren zu Ehren der Stolper Gefallenen im Ersten Weltkrieg (Lage)
- Denkmal von 1958 aus Anlass des 40. Jahrestages des Treffens der fortschrittlichen Jugend Berlins gegen Militarismus und Krieg am 5. Mai 1918 im Stolper Wald (Lage)
- Gedenktafel am ehemaligen Wohnhaus des Stolper Lehrers und Kantors Wilhelm Lahn

### Sport
In Stolpe befindet sich der Berliner Golfclub Stolper Heide mit zwei 18-Loch-Golfplätzen. Der ältere Westplatz (Eröffnung: 1997) wurde von Bernhard Langer entworfen, der Ostplatz (Eröffnung: 2003) von Kurt Roßknecht.